# Богодухівський краєзнавчий музей
Богодухівський краєзнавчий музей (офіційна назва — Комунальний заклад Богодухівської районної ради «Районний краєзнавчий музей») — краєзнавчий музей у м. Богодухів, Харківська обл.

## Історія
Відкрито краєзнавчий музей у м. Богодухові на громадських засадах 7 серпня 1983 р. до 40-ї річниці визволення міста від фашистських загарбників. Засновником є Микола Семенович Бєляєв. Основою краєзнавчого музею стала колекція археологічних матеріалів, стародавніх речей та старих світлин, що зібрали вчителі та учні Богодухівської середньої школи № 1 (Богодухівська гімназія №1). Спочатку це був шкільний музей.
У 1983 р. місцева влада виділила приміщення, куди перенесено колекцію шкільного музею. У 1985 р. громадський краєзнавчий музей переходить у підпорядкування Богодухівського районного виконкому. Директором стає Микола Семенович Бєляєв (очолював музей з 1985 р. по 2002 р.) З 2002 р. директор — Ярослав Володимирович Козловський.

## Фонди, діяльність, експозиції
Фонд Богодухівського краєзнавчого музею становить понад 6,9 тис. одиниць зберігання.
Виставкові площі музею дозволяють експонувати одночасно не більше 40 % експонатів.
Діє 6 постійних експозицій:
- «Наш край у сиву давнину»
- «Природа рідного краю»
- «Народний побут у XVIII ст. — ХХ ст.»
- «Богодухівщина у роки Другої світової війни»
- «Видатні люди Богодухівщини»
- «Богодухівщина сьогодні».

У музеї зберігаються матеріали археологічних досліджень, які знайдено на території району: знаряддя праці, посуд, фрагменти зброї з курганних поховань доби бронзи та заліза, матеріали стародавніх поселень зрубної культури, скіфські пам'ятки, колекція українських сорочок, які датуються XVIII ст. — ХІХ ст., меморіальні речі, картини та офорти українського художника Михайла Гордійовича Дерегуса, Один із розділів присвячений академіку, доктору історичних наук, професору Петру Тимофійовичу Троньку.
Музей проводить значну роботу з популяризації історії міста і району, вивчає реалії історії краю, культуру, традиції, веде пошукову роботу.